# Kareem Abdul-Jabbar

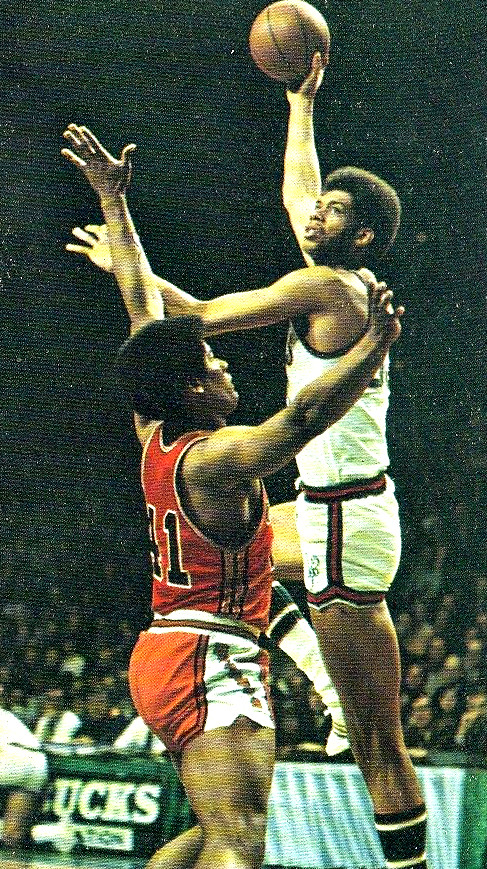
Kareem Abdul-Jabbar skjuter sin typiska "skyhook" med Milwaukee Bucks, cirka 1971.

Kareem Abdul-Jabbar, ursprungligen Ferdinand Lewis Alcindor, Jr. (Lew Alcindor), född 16 april 1947 i Harlem i New York, är en amerikansk före detta professionell basketspelare, som spelade sammanlagt 20 säsonger i NBA som center. Han har även en karriär som skådespelare.
Sedd som en av de bästa spelarna genom tiderna spelade den 218 cm långa Kareem Abdul-Jabbar för UCLA från 1965-69. Senare i NBA spelade han för Milwaukee Bucks (1969–1975) och Los Angeles Lakers (1975–1989). Under hela sin NBA-karriär lyckades han samla ihop 38 387 poäng ,vilket stod sig som rekord i NBA i 34 år fram till att LeBron James övertog rekordet i februari 2023. Han var känd för sin "skyhook" som försvarare fann näst intill omöjlig att blocka.

## Biografi
Kareem Abdul-Jabbar växte upp på Manhattan som enda barn till Ferdinand Lewis Alcindor Sr och Cora Lillian. Modern arbetade på ett varuhus och fadern var polis och jazzmusiker. Han var vid födseln 57,2 cm lång och vägde 5,73 kilo. Han gick på St. Jude School och uppfostrades som katolik men är konverterad muslim. Han gick med i Nation of Islam 1968 men bytte samma sommar till att bli muslim. Kareem började med yoga 1976 för att förbättra sin flexibilitet. Kareem är utövare av kampsporten Jeet Kune Do, vars grundare Bruce Lee slogs mot Kareem i filmen Game of Death (1978).

## Karriär
Kareem Abdul-Jabbar utmärkte sig tidigt som basketspelare, då under namnet Lew Alcindor, och ledde i high school Power Memorial Academy till tre raka mästerskap i New York Catholic championships. Han fortsatte på college med spel för UCLA Bruins under fyra säsonger. Han var med i ett lag som under tre år vann 88 matcher och endast förlorade två. Bruins spelade med Kareem Abdul-Jabbar bland en match som kallats Århundradets match när man mötte Houston Cougars i Houston Astrodome, en match som Bruins förlorade. Kareem Abdul-Jabbar valdes till årets spelare 1967 och 1969. Kareem Abdul-Jabbar valde att bojkotta deltagande vid OS 1968 i Mexico City, i protest mot behandlingen av afro-amerikaner i USA.

### Milwaukee Bucks
Harlem Globetrotters erbjöd honom en miljon dollar för att spela med dem, men han tackade nej, och blev värvad först i 1969 års NBA-draft av Milwaukee Bucks. Det stod mellan Phoenix Suns och Milwaukee var han skulle hamna, det hela avgjordes genom att singla slant istället för det annars använda systemet med ett lotteri. Men innan det var klart kom utmanarligan ABA in i bilden och New York Nets som lade ett bud. Abdul-Jabbar valde Bucks anbud som var ekonomiskt bättre. Abdul-Jabbars ankomst i NBA kom lägligt för ligan, då centern Bill Russell precis hade lämnat Boston Celtics och Wilt Chamberlain var 35 år och hade planer på att lägga av. Bucks som hade 27 vunna och 55 förlorade matcher föregående säsong fick med hjälp av Abdul-Jabbar säsongen 1969/1970 en andra plats i Eastern Division med 56-26 och han blev omedelbart en stjärna. Rankad tvåa i ligan med 28,8 PPG och trea med 14,5 RPG gjorde honom till NBA Rookie of the Year.
Under säsongen 1970/1971 fick Bucks förstärkning av stjärnan Oscar Robertson och hade ligabästa med 66 vunna matcher (varav tjugo vunna i rad). Abdul-Jabbar vann sin första av sex NBA Most Valuable Player Award. Det var först efter NBA-finalen 1971 som han tog det arabiska namnet Kareem Abdul-Jabbar.
Följande säsong gjorde han mest poäng per match med 34,8 i snitt och vann samma år NBA Most Valuable Player Award och hjälpte Bucks att leda divisionen i fyra år till. År 1973 vann han sitt tredje MVP Award under fem år och var bland de fem bästa i poäng (27,0 PPG, trea), returer (14,5 RPG, fyra), blockerade skott (283, tvåa) och field goal procent (.539, tvåa).
Han var relativt skadefri under hela karriären men bröt handen två gånger. Första gången var under en försäsongsmatch 1974, andra gången var första matchen under säsongen 1977/1978 då han redan efter två minuter slog Kent Benson som hämnd för en armbåge han fått i ansiktet.

### Los Angeles Lakers
Efter några säsonger i Milwaukee tyckte Kareem att staden inte uppfyllde hans kulturella behov och bad att få byta lag till New York eller Los Angeles. Bucks bytte honom och reservcentern Walt Wesley till Los Angeles Lakers mot centern Elmore Smith, guarden Brian Winters och två rookies, Dave Myers och Junior Bridgeman. Efter det blev Lakers ett av de mest dominanta lagen i NBA under 80-talet. De var med i finalerna åtta gånger och vann fem av dem. I Lakers spelade Kareem Abdul-Jabbar tillsammans med stjärnan Earvin "Magic" Johnson som kom till Lakers som ung talang 1979.
Den 28 juni 1989 meddelade Kareem Abdul-Jabbar efter finalförlusten mot Detroit Pistons, att han skulle dra sig tillbaka efter 20 säsonger som professionell. När han slutade hade han blivit NBA-mästare totalt sex gånger och 19 gånger tagits ut i all star-laget. Han ledde också en rad statistiksammanställningar: flest poäng totalt, flest säsonger, flest poäng i slutspelet, flest matcher och flest spelade minuter.

## Filmografi i urval
- 1978 – Game of Death
- 1979 – Hur jag torskade i Pittsburgh
- 1980 – Titta vi flyger
- 1994 – Pestens tid (TV-serie)
- 2006 – Whitepaddy
- 2022 – Glass Onion: A Knives Out Mystery